# タンディ・ワルノ
タンディ・ワルノ (Tandy Warnow、1955年9月28日 - ) は米国のコンピュータ科学者であり、イリノイ大学アーバナ・シャンペーン校の工学・コンピュータ科学の創設者教授 (Founder Professor) を務めている。彼女は生物学と歴史言語学の両方で系統樹の再構築を行なった研究で知られており、また多重配列アラインメントの解析の研究でも知られる。

## 生い立ち
ワルノはカリフォルニア大学バークレー校において、学部学生および大学院生として数学を学び、1984年に学士号を得、ユージーン・ローラーの下で1991年に博士号を得た。彼女の博士論文を審査したのは他に、リチャード・カープ、マヌエル・ブラム、ダン・ガスフィールド、デイヴィッド・ゲールがいた。

## 研究歴
1991年から1992年まで南カリフォルニア大学にてマイケル・ウォーターマンの下で、1992年から1993年までアルバカーキのサンディア国立研究所でそれぞれ博士研究員となった後、ペンシルベニア大学で教授となり、そこで1999年まで務めてテキサス大学へ移った。2014年にイリノイ大学アーバナ・シャンペーン校の教授となり、工学の創設者教授およびコンピュータ・サイエンス学部の副学部長となった。ワルノは、動物生物学、生物工学、電気・コンピュータ工学、昆虫学、数学、植物生物学、統計学の各学部の協力教員 (courtesy appointment) でもある。
1995年、ペンシルベニア大学でのワルノ、ドナルド・リンジ、アン・テイラーの、完全系統樹解析に基づいた研究は、インド・ヨーロッパ語族における初期の分化の時期に関する包括的な理論を導いた。彼らの解析結果は、インド・ヨーロッパ語族から最初に分岐したのはアナトリア語派だったとするインド・ヒッタイト仮説に支持を与えるものだった。また、アルメニア語とギリシャ語はインド・ヨーロッパ語族の亜族を構成するというグレコ・アルメニアン仮説 (Graeco-Armenian hypothesis) も支持するものだった。さらに、ゲルマン祖語はバルト・スラヴ語派と近しい関係にあったがゲルマン民族が西方へ移住しイタリック語派とケルト語派の話者らと接触したため変化が起こったという仮説ゆえに取り扱いが難しかったゲルマン語派を、彼らはインド・ヨーロッパ語族の系統樹へはめこんだ。この完全系統樹のアプローチはワルノと共同研究者らによって、言語間の未検知の借用を見越せるようさらに発展し、言語の進化は樹型というよりネットワーク型にモデル化された。
2009年にワルノと共同研究者らは、生物学的な多重配列アラインメントと進化系統樹を同時に推定する SATé ソフトウェアを発表した。このソフトウェアは、それ以前の BAli-Phy 等のような手法に比べると厳格な数学的原理にあまり固執しない分、極めて処理が早く、何千という種の非常に正確な系統樹とアラインメントを短時間で導き出すことができる。それに比べて、先行手法の処理の重さは一度に数十程度の種の比較しか許さなかった。
2014年から2018年にかけての彼女の研究は、3つのテーマにわたっている。それは、多重配列アラインメントを超巨大データセットへと拡張すること、多数の遺伝子を用いた進化系統樹の推定（および不完全遺伝子系統仕分け (incomplete lineage sorting) による遺伝子系統樹での異種混交の分析）、メタゲノミクスである。それらのテーマにおける彼女の主な成果としては、アラインメントと系統樹を同時推定する PASTA 手法があり、これはSATé を改良したもので、100万シーケンスにものぼる極めて正確なアラインメントを取り出せる。彼女は種の系統樹を推定する ASTRAL 手法も開発し、これは不完全血縁関係分類を使って種系統樹を作成する統計的に首尾一貫した手法である。

### 受賞
ワルノは2014年にイリノイ大学アーバナ・シャンペーン校の工学部の創設者教授に任命された。2010年にはテキサス大学オースティン校でコンピュータ・サイエンスのデイビット・ブルートンJr.100周年記念教授となっている。
ワルノは、2011年にジョン・サイモン・グッゲンハイム財団の特別研究員の地位を、2003年にラドクリフ研究所の特別研究員の地位を、1996年にデイヴィッド・アンド・ルシール・パッカード財団の特別研究員の地位を、1994年にアメリカ国立科学財団の若手研究者賞を受けている。
2015年に彼女は、「大規模な分子系統学研究および歴史的言語研究における数学的理論、アルゴリズム、ソフトウェアへの寄与」を理由として計算機械学会 (Association for Computing Machinery) のフェローとなった。2017年には国際計算生物学会 (International Society for Computational Biology, ISCB) のフェローとなった。

## 私生活
ワルノの母は著名なアーキビストであるジョアン・ワルノ・ブレウェットで、父のモートン・ワルノはオーケストラ指揮者マーク・ワルノの息子で作曲家レイモンド・スコットの甥である。双子の姉妹にあたる Kimmen Sjölander は生命情報科学（バイオインフォマティクス）の研究者でカリフォルニア大学の教授である。ワルノの夫はジョージ・チャコである。